# Ribièiras
Ribièiras (en francès Rivières) és un municipi francès situat al departament del Tarn i a la regió d'Occitània.

## Demografia
| 1962                                       | 1968 | 1975 | 1982 | 1990 | 1999 | 2006 |
| ------------------------------------------ | ---- | ---- | ---- | ---- | ---- | ---- |
| 313                                        | 343  | 383  | 537  | 616  | 723  | 915  |
| Des de 1962: població sense dobles comptes |      |      |      |      |      |      |

## Administració
| Període   | Identitat        | Partit |
| --------- | ---------------- | ------ |
| 1955-1973 | Séraphin Breil   |        |
| 1973-1979 | Jean Messidor    |        |
| 1979-1985 | Gaston Bourdou   |        |
| 1985-2008 | Robert Salabert  |        |
| 2008-     | Christophe Herin |        |